# Acalolepta hebridarum
Acalolepta hebridarum är en skalbaggsart som först beskrevs av Stefan von Breuning 1935.  Acalolepta hebridarum ingår i släktet Acalolepta och familjen långhorningar.
Artens utbredningsområde är Vanuatu. Inga underarter finns listade i Catalogue of Life.